# Слоисто-дождевые облака
Слоисто-дождевые облака (лат. Nimbostratus, Ns) — тёмно-серый слой облаков, обычно закрывающий всё небо без просветов. Порождают продолжительные, от нескольких часов, осадки, во время которых слой теряет очертания, выглядит однородным и бесформенным. В этом случае определить положение основания облаков трудно, однако оно отмечается в пределах от 0,1 до 1 км, причём ниже всего вблизи линии фронта.
От слоистых облаков слоисто-дождевые отличаются неоднородностью строения, более тёмным цветом и порождением обложных осадков. В нижней части слоисто-дождевых облаков находятся мелкие капли воды с примесью снежинок (при отрицательной температуре), либо сравнительно крупные капли (при положительной температуре). Большинство капелек имеет радиус 7—8 мкм с колебаниями от 2 до 72 мкм.
Слоисто-дождевые облака образуются в процессе охлаждения воздуха при его восходящем движении вдоль наклонной поверхности (например, горы) вблизи линии фронта, однако такое движение воздуха может происходить и без связи с линиями приземных фронтов.

## Галерея

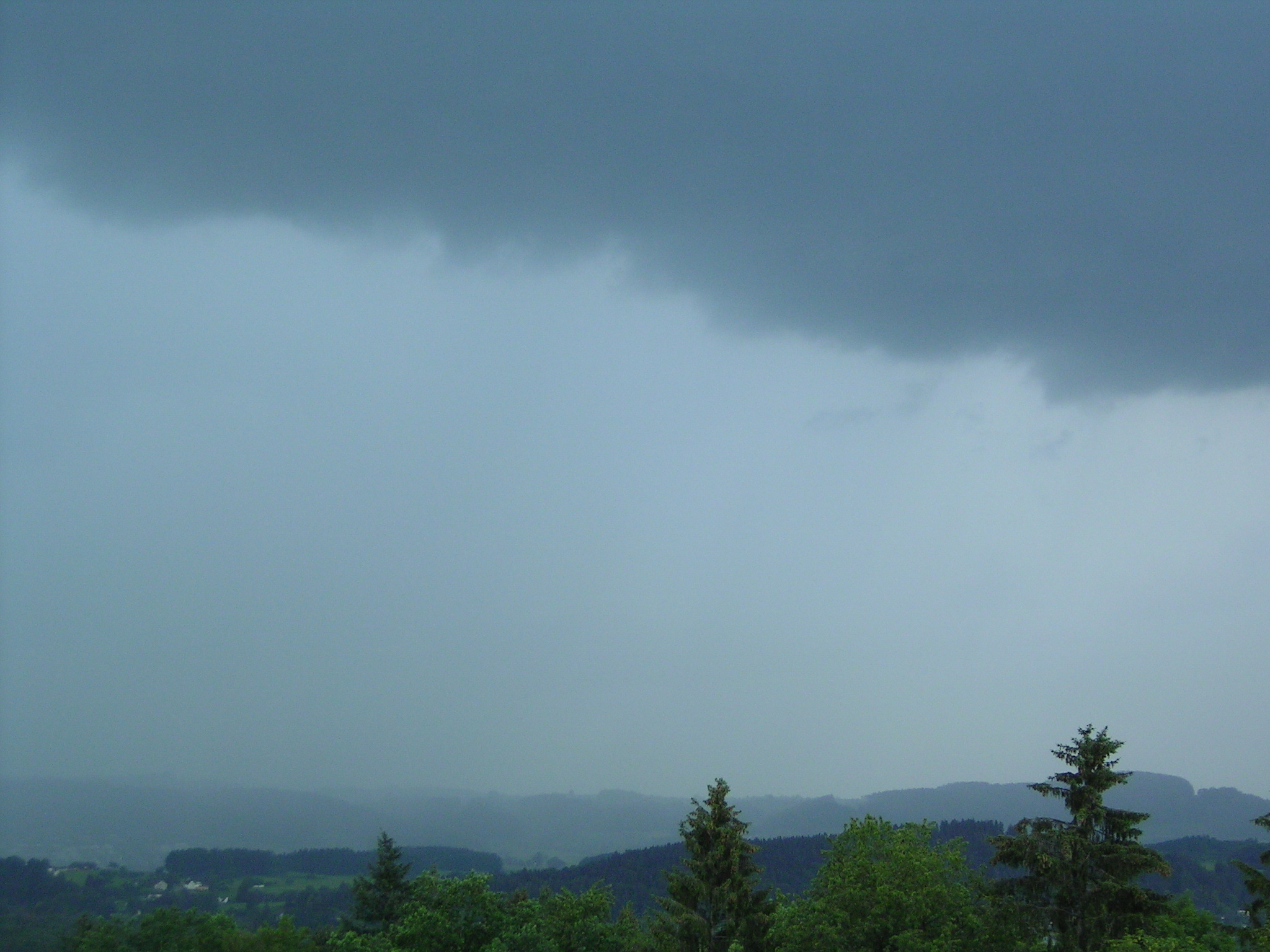
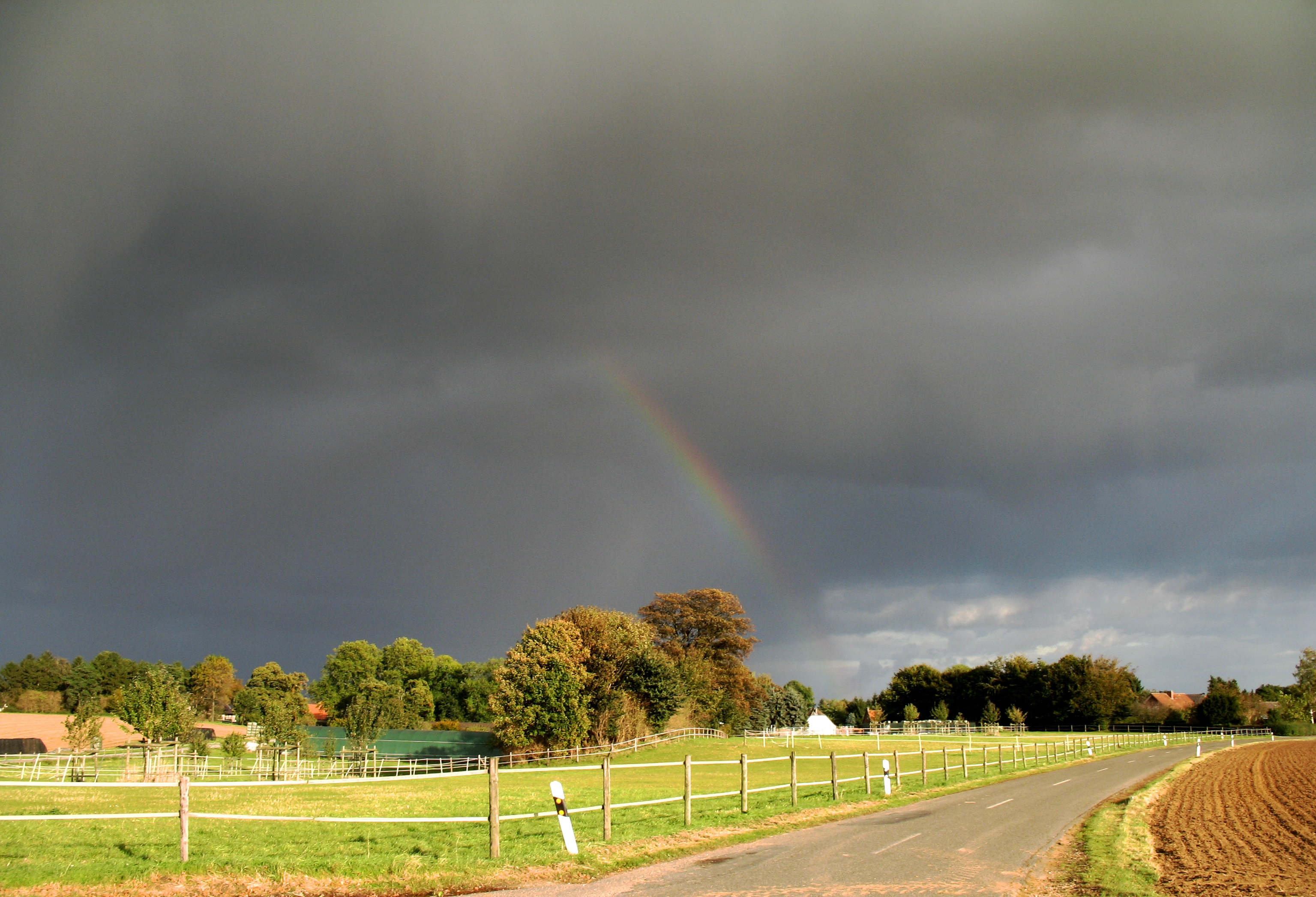
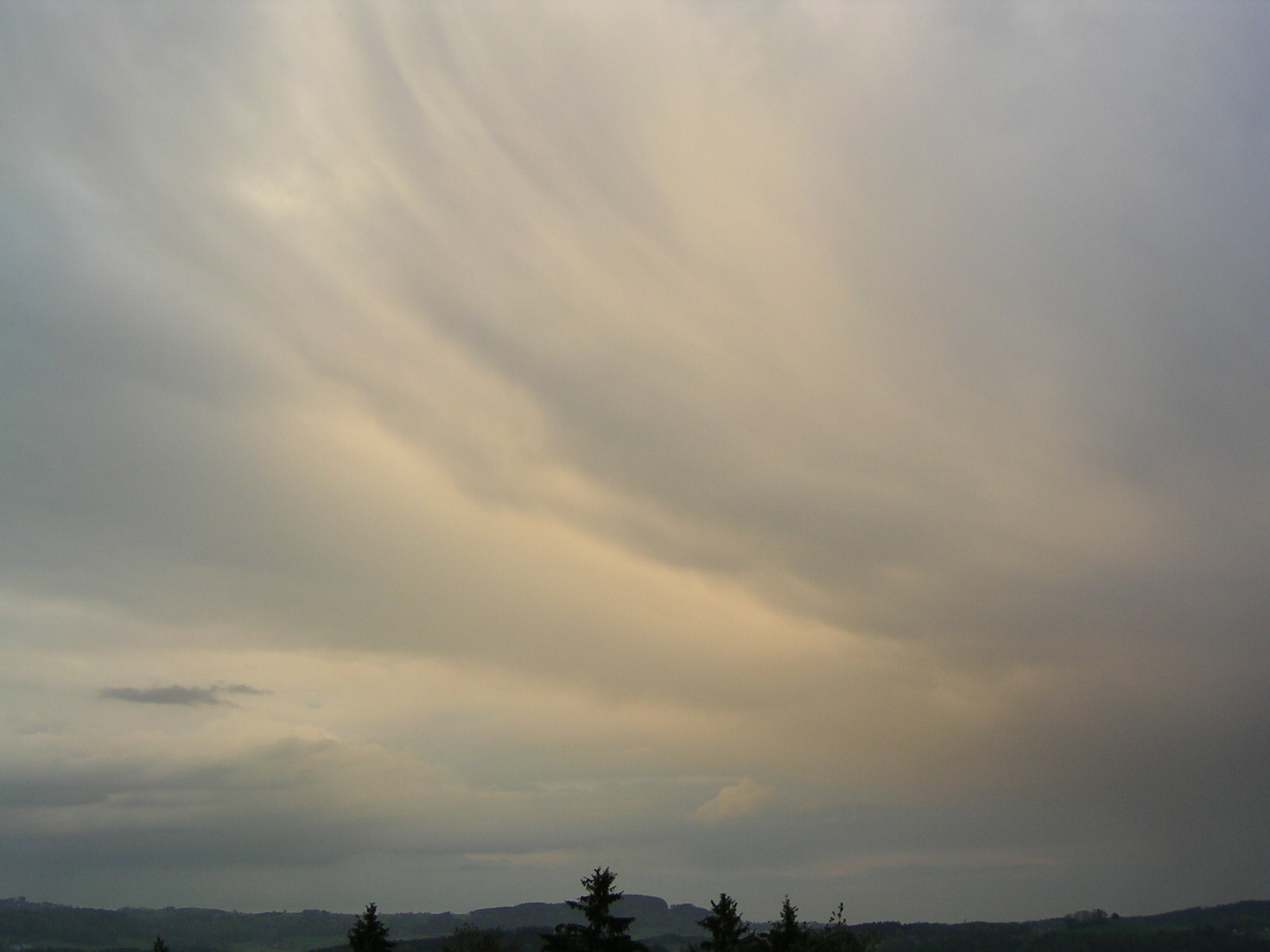
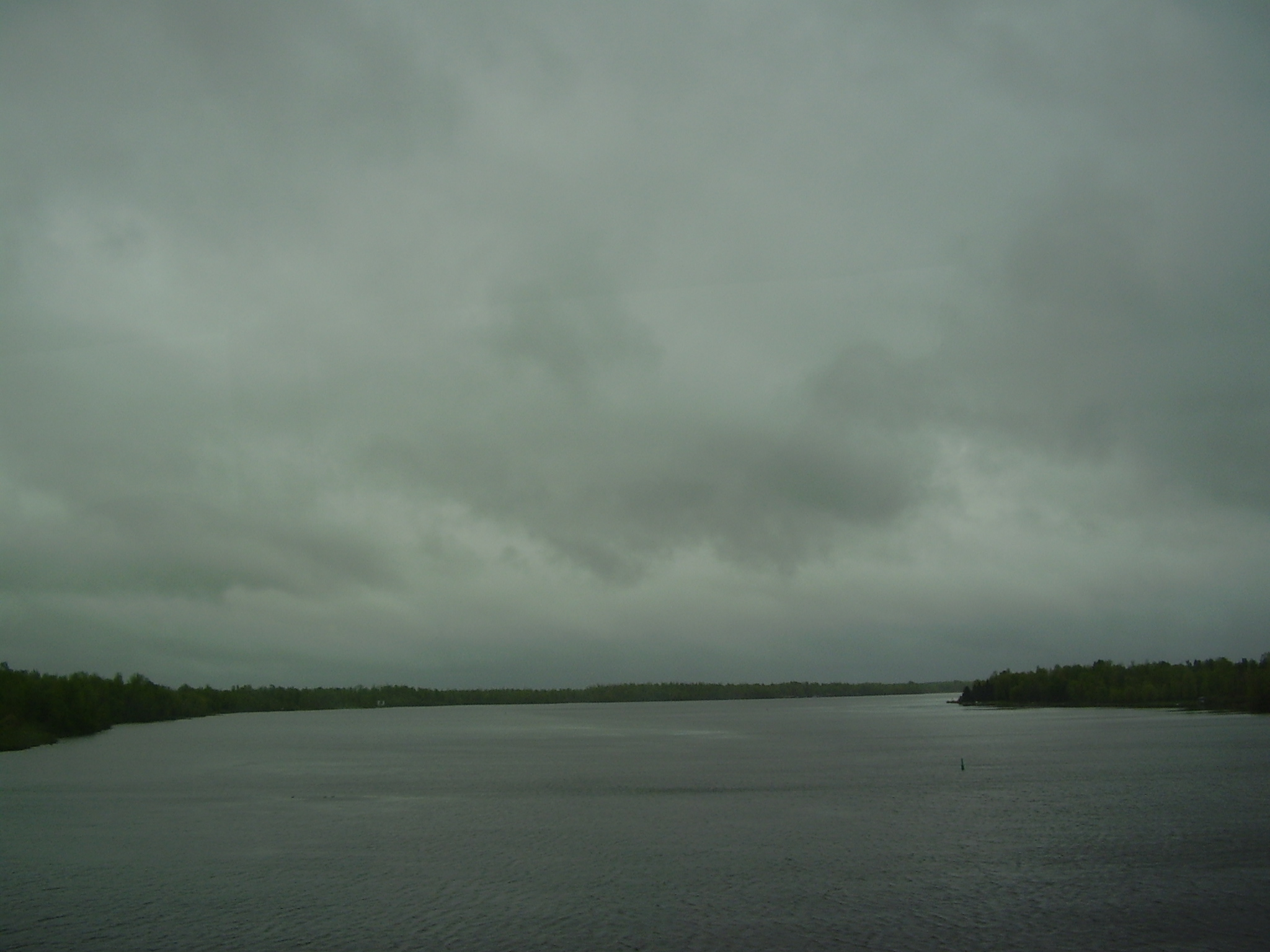